# Samalut
Samalut (arabiska سمالوط, Samālūt) är den tredje största staden i guvernementet al-Minya i Egypten. Staden ligger vid Nilen och har cirka 120 000 invånare.